# Vanua Levu
Vanua Levu [βaˈnua ˈleβu] (dt. „Großes Land“) ist mit 5587 km² Fläche die zweitgrößte Insel im Südpazifik-Staat Fidschi.
Vanua Levu liegt etwa 70 km nördlich von Fidschis größter Insel Viti Levu, nordöstlich liegen die Ringgold-Inseln. Auf der Insel leben etwa 130.000 Einwohner. Größte Siedlung ist die Stadt Labasa, höchster Berg der 1032 m hohe Nasorolevu. Wichtigster Wirtschaftszweig Vanua Levus ist die Zucker-, aber auch die Kopraproduktion. Daneben spielt auch der Tourismus zunehmend eine Rolle.
2012 kaufte der rund 2000 Kilometer entfernte Inselstaat Kiribati für 8,8 Millionen US-Dollar etwa 24 Quadratkilometer Land auf Vanua Levu. Laut Kiribatis Regierung könnten die 110.000 Einwohner des Landes im schlimmsten Fall auf die zu Fidschi gehörende Insel umsiedeln.

## Geschichte
Zu Beginn des 19. Jahrhunderts wurde einige Jahre lang Sandelholz aus den Wäldern der Insel geholt.
Vanua Levu war im Dezember 2020 am schwersten vom Zyklon Yasa betroffen, 1500 Häuser wurden vollständig und 6000 teilweise zerstört.